# Боевые действия вокруг Колесберга
Боевые действия вокруг Колесберга во время Второй англо-бурской войны продолжались с ноября 1899 года по март 1900 года и закончились отходом войск бурских республик с территории Капской колонии Британской империи.

## Наступление буров
Собрав в октябре 1899 года на Оранжевой реке в общей сложности 2500 бойцов, 4 ноября два коммандо буров вторглись в Капскую колонию возле Норвалспонта и 14 ноября под совместным командованием Э. Р. Гроблера и Х. Дж. Шумана без боя вошли в Колесберг и расположились на холмах, окружающих посёлок. Чуть позже была занята станция Арундель южнее Колесберга. Шуман не стал продвигаться на юг к Наувпорту, хотя расстояние по железной дороге составляло не более пятидесяти миль. Он сделал Колесберг своей штаб-квартирой и оставался там целый месяц, поджидая британские войска. 
Британские войска на центральном фронте были совершенно не готовы к быстрым вторжениям буров и отошли к железнодорожному узлу в Наувпорте, ставшему их базой. Сюда стали перебрасываться подкрепления, в основном, конные войска, командовать которыми был назначен генерал Джон Френч, зарекомендовавший себя в сражении при Эландслаагте. Его задачей являлось предотвращение дальнейшего продвижения неприятеля в Капскую колонию и удержание буров колонии от восстания.
23 ноября он по железной дороге произвел разведку боем в направлении Арунделя и занял его. Кавалеристы Френча осторожно кружили по равнине и постепенно сокращали позицию буров, угрожая отрезать то один, то другой крайний холм, занятый ими, и таким образом медленно сгоняя неприятеля в Колесберг. Небольшие, но мобильные британские силы обороняли огромный участок, и редкий день проходил без стычек. 
13 декабря бурский генерал Пит Де Вет, отправленный в Колесберг, чтобы побудить Шумана действовать решительнее, атаковал англичан на станции Арундель, но был отбит артиллерией, и отошел. Несколько дней спустя Пит Де Вет при поддержке полевой артиллерии атаковал форпост Френча на Ваалкопе (холм к юго-востоку от Куилфонтейна), вынудив британцев отступить в Арундель.
30 декабря буры оставили свой аванпост на разъезде Ренсбург (к югу от Колесберга) и сосредоточились в Колесберге, после чего Джон Френч воспользовался ситуацией и взял Ренсбург.  Теперь он был готов к крупному наступлению, которое началось 31 декабря.

## Контрнаступление Френча
В результате пятидневных боев западнее Колесберга британцы захватили несколько стратегических точек: Клуф-Ридж-Хилл, Маккракен-Хилл, Гибралтар-Хилл, и в том числе 4 января очень высокую вершину — холм Колескоп. В это же время к югу от Колесберга был занят Портер-Хилл, который затем стал использоваться англичанами как наблюдательный пункт, и атакован Скитберг-Хилл, где укрылись буры.  
Результатом этих боев стало постепенное отступление Пита Де Вета и Шумана ближе к Колесбергу и занятие более сильных позиций непосредственно вокруг него. Одним из них был «Травяной холм» (позже названный Суффолк-Хилл) в трех милях к северу от поселка, который, наряду с Колескопом, считался Френчем ключом к линиям обороны его противника в Колесберге. 
Генерал Френч приказал полковнику Уотсону атаковать холм ночью. Солдаты Суффолкского полка закутали свою обувь тканью, чтобы прокрасться с минимальным шумом, и перед рассветом 6 января оказались на склоне холма. На середине склона по ним в темноте открыли интенсивный огонь. Уотсон приказал отступать, но был убит. Роты во мраке перемешались, приказы отдавались самые противоречивые. Рассвет застал по большей части раненых солдат лежащими под прицелом винтовок буров. Оставшиеся в живых были вынуждены сдаться. Все из участвовавших 200 офицеров и солдат погибли, получили ранения или попали в плен. Одиннадцать офицеров и сто пятьдесят рядовых были убиты и ранены. Потери буров составили 7 человек убитыми и 12 ранеными.

## Позиционные бои
С этого момента поединок между Френчем, с одной стороны, и бурскими генералами — с другой, превратился скорее в маневрирование, чем в сражение. Когда Френч растягивался на восток и север, буры тоже растягивались, чтобы не позволить ему обойти себя с флангов, и таким образом маленькие армии растягивались и растягивались, пока не превратились в две длинные мобильные перестреливающиеся линии. Каждый копье (холм) был превращен в форт, а местность между ними патрулировала кавалерия. Боевые действия в результате свелись к столкновениям небольших отрядов за какой-нибудь холм и захватам патрулей. Так восточнее Колесберга 9 января британцы заняли ферму Слингерсфонтейн, которая стала их важной базой, а 15 января буры попытались захватить Новозеландский холм, но были отбиты в результате контратаки и отступили. В Колесберг к бурам от Магерсфонтейна прибыл генерал Де ла Рей с подкреплением в три тысячи бойцов.
11 января англичанам удалось при помощи тросов поднять 15-фунтовое орудие полевой артиллерии на вершину Колескопа, холма, возвышающегося над равниной на несколько сотен метров. С его вершины по лагерям буров открыли огонь, вследствие чего они были вынуждены перенести свои лагеря. Через несколько дней удалось поднять на холм второе орудие. Орудия на Колескопе господствовали не только над всеми более низкими копье в радиусе 9000 метров, но и над самим Колесбергом, который, однако, нельзя было обстреливать по гуманным и политическим соображениям.
С постепенным подходом подкреплений силы под командованием Джона Френча к концу января достигли численности в десять тысяч человек, 6 пехотных и 7 конных полков и 4 батареи орудий разных типов, растянутых полукругом на местности протяженности почти восьмидесяти километров от фермы Слингерсфонтейн справа до Клооф-Кэмпа слева. Вторую половину января обе стороны оставались в состоянии равновесия, каждая была настороже, но ни одна не имела достаточных сил, чтобы прорвать линию другой.
6 февраля Джон Френч, получивший назначение в армию Робертса, готовившуюся к генеральному наступлению, покинул Ренсбург. С ним ушла вся регулярная кавалерия, что ослабило мобильные силы англичан. Британскими войсками у Колесберга стал командовать генерал-майор Ральф Клементс.

## Наступление буров
Буры получили пополнение и под командованием Де ла Рея начали наступление широким фронтом в обход правого фланга английских позиций. 5 февраля отряд под его командованием у места под названием Полфонтейн отбросил противника на его основные линии у фермы Расфонтейн.
9 февраля британцы оказались в ловушке на Стаббс-Хилл, но сумели пробиться к Австралийскому холму (20 км к юго-востоку от Колесберга), где, поддерживаемые четырьмя орудиями, сумели удержаться до захода солнца, после чего отступили небольшими группами.
11 февраля бурский комендант Селье подошел и обстрелял большой британский лагерь в Слингерсфонтейне.
12 февраля буры продолжили свое обходное движение и атаковали британский правый фланг у фермы Слингерсфонтейн. Около 500 человек совершили ночную атаку на полк англичан, удерживавших холм (позже названный Вустершир-Хилл). Подойдя в полночь к позициям вустерширцев, численностью около 700 человек, которые были хорошо защищены каменными сангарами, они на рассвете атаковали и захватили их. Хотя половина холма находилась в руках буров, остальная часть полка (не менее четырехсот пятидесяти бойцов) открыла огонь, так что буры не смогли продвинуться далее. Весь долгий день между двумя линиями стрелков шел яростный поединок. Англичане выдвинули в открытое поле орудия и начали обстреливать ту часть холма, которую захватили буры. К ним подошло пополнение, но наступать они не могли из-за меткого ружейного огня, которым их встретили. С наступлением темноты, буры отступили, потеряв более двухсот человек убитыми и ранеными. 
Одновременно с наступлением Де ла Рея на востоке 12 февраля буры генерала Гроблера на западе атаковали британские лагеря Уиндмилл и Пинк-Хилл и после ожесточенных боев выбили из них противника. 
Клементс, преувеличивший возможности бурского наступления, приказал свернуть фронт и сосредоточить все силы в Ренсбурге. Британцы оставили позиции у Колесберга и сам Колескоп, откуда вывезли орудия. Дезорганизованные приказом, английские войска не стали задерживаться в Ренсбурге и 14 февраля прошли через него и вернулись к Арунделю.
Поспешность отступления привела к тому, многие попали в плен к бурам. Так Уилтширский полк, прибывший на станцию Ренсбург, уже занятую бурами, попал под шквальный огонь и после гибели своего командира и 57 солдат капитулировал. Также бурам досталась большая добыча в покинутом лагере Слингерсфонтейн. 
19 февраля Де ла Рей атаковал британские подразделения в Ритфонтейне недалеко от Арунделя. Затем он двинулся на юг, чтобы угрожать базе |Клементса в Наувпорте.
Клементс продолжил прикрывать Наувпорт, важный железнодорожный узел, до тех пор пока наступление британской армии Робертса, разбившей бурскую армию Кронье у Паардеберга, полностью не изменило всю боевую обстановку. Столица Оранжевой республики Блумфонтейн теперь находился под угрозой с юго-запада. Правительство Свободного государства отозвало многочисленные подразделения и самого генерала Пита Де Вета с Колесбергского фронта.

## Контрнаступление Клементса
Генерал Клементс теперь начал продвигаться на север. 24 февраля британцы атаковал позиции буров на ферме Куилфонтейн и заняли их после ожесточенного боя. Затем британцы повторно заняли холм Ваалкоп (к юго-западу от Колесберга), разъезд Ренсбург и Таайбошлаагте (к юго-востоку от Колесберга).
26 февраля Гроблер и Леммер отступили к Колесбергу. 
28 февраля британские войска беспрепятственно вошли в Колесберг. К первой неделе марта все буры вернулись за Оранжевую реку. 6 марта они взорвали железнодорожный мост в Норвалспонте, а через несколько дней также и гужевой мост к северу от Колесберга. 8 марта генерал Клементс занял Норвалспонт. Боевые действия были перенесены на территорию бурских республик.